# José Ramón Diego Aguirre
José Ramón Diego Aguirre (Santander, Cantabria, España, 1927 - San Fernando, provincia de Cádiz, España, 19 de enero de 2005) fue un militar, historiador y activista español. En su carrera militar alcanzó el rango de Coronel de Artillería, y como historiador sus obras relacionadas con el Sáhara Occidental se consideran claves para reconocer la historia de dicho territorio.

## Biografía
Ingresó en la Academia Militar de Zaragoza en 1946. Ascendió a Teniente de Artillería en 1960, por aquellas fechas estuvo destinado por el Pirineo en unidades de montaña. En 1966 tras ascender a Capitán, marchó destinado en el Sahara español, al Gobierno General del Sáhara, concretamente en el Servicio de Información y Seguridad, allí ocupó diversos puestos, en las ciudades de El Aaiún, Daora y Echdera. En 1971 ascendió a Comandante y se integró en la Jefatura de Política Interior. Intervino en las conversaciones de paz entre España y el Frente Polisario. En 1976 abandonó el Sahara español junto al resto de tropas españolas al poco de producirse la Marcha Verde. En 1982 se licenció en Filosofía y Letras, ascendió a Coronel, y pasó destinado al Servicio Histórico Militar. Tras la reestructuración del ejército solicitó su pase a la fuerza de reserva.
Tras esto, se erigió como un fundamental investigador de la historia y realidad del Sáhara y su pueblo, y dejó un importante legado respecto al papel de España en la entrega del Sáhara a Marruecosy Mauritania. Refiriéndose siempre a los "Acuerdos Tripartitos", detalló pormenorizadamente la "traición", tal como él la definía, de España con el pueblo y territorio saharaui. Su libro "Historia del Sáhara Español" fue presentado en la Biblioteca Nacional de España en un acto que presidió el exministro Fernando Morán López. Su último libro "El oscuro pasado del desierto: aproximación a la historia del Sáhara" publicado en 2004, fue el fruto de mucho tesón debido a su avanzado estado de enfermedad, y hace un repaso histórico del Sáhara, muy atractivo desde un punto de vista sociológico. Antes de su fallecimiento trabajaba en la publicación de un libro sobre la historia de Marruecos junto al también militar en reserva y activista pro saharaui Francisco Javier Perote Pellón.
Su papel como activista también fue importante, ya que colaboró desinteresadamente con numerosas asociaciones saharauis, y contribuyó con su firma en proyectos como la reclamación de la presencia del Instituto Cervantes en los campamentos de refugiados saharauis, o la carta escrita junto a personalidades de la cultura, al presidente del Gobierno José Luis Rodríguez Zapatero reivindicando reactivación de España en el proceso de descolonización y la contribución a la democracia del Estado Saharaui. Su pasión por la defensa del pueblo saharaui fue tremenda, por encima de ideologías y en su persona coincidieron una serie de circunstancias que podrían resultar paradójicas a primera vista: un joven, formado militarmente en la España de Franco, que desarrolla labores de "inteligencia" sobre el incipiente movimiento nacionalista saharaui durante la segunda mitad de la década de los sesenta y primera de los setenta, y que, más tarde, defiende el derecho del pueblo saharaui a su autodeterminación de manera infatigable. Sin embargo, todo ello no es más que la respuesta coherente de un hombre que siempre se guio por su sentido del deber y que en todo momento se mostró orgulloso de su condición de militar.
Fue presidente de Honor de la Asociación Amigos del Pueblo Saharaui de Madrid, cargo que compartió con el escritor Fernando Sánchez Dragó. Desde 1989 es Ciudadano de Honor de la República Saharaui, primer español en obtener dicho honor. Se afincó en las Islas Canarias y falleció el 19 de enero de 2005 en San Fernando, provincia de Cádiz a causa de una enfermedad. Sus cenizas se esparcieron en los denominados Territorios Liberados, en las cercanías de Tifariti, tal como él deseaba.

## Obras

### Artículos en revistas
- Raíz y Desarrollo del Nacionalismo Saharaui
- Memorandum sobre el conflicto del Sahara Occidental
- El general Bens: la ocupación española de Cabo Juby y la Güera (1986)
- Los orígenes del Frente Polisario: incidentes en El Aaiún en junio de 1970 (1987)
- La lucha del Frente Polisario: 1973-75 (1988)
- Ifni, la última guerra colonial española: historia del desconocido conflicto de 1957-58 en el Africa occidental (1990)
- La verdad sobre la entrega del Sahara (1991)
- La guerra del Sáhara (1991)
- Francia conquista Argelia (1995)
- Sáhara, el interminable camino de la autodeterminación (1998)

### Colaboraciones
- Breve cronología histórica (1995)

### Libros
- Libro Blanco sobre el Plan de Paz de 1991: Veinte Años Bastan
- Historia del Sáhara Español (1988)
- Guerra en el Sáhara (1991)
- La última guerra colonial de España: Ifni-Sáhara (1957-1958) (1993)
- El oscuro pasado del desierto: aproximación a la historia del Sáhara (2004)

## Reconocimientos
- En 1989,[6] fue nombrado Ciudadano de Honor de la República Saharaui, convirtiéndose en el primer extranjero en conseguir tal honor.[7]
- Recibió el Premio a la Solidaridad Juan Antonio González Carvallo.
- En 2005 se creó el Premio José Ramón Diego Aguirre, organizado por la Unión de Jóvenes Saguia el Hambra y Río de Oro (UJSARIO) y la Organización Juvenil Española (OJE) en el que se premian obras de diferentes modalidades que promuevan la recuperación de la memoria histórica del pueblo saharaui.
- También en 2005 se dio su nombre a una escuela construida en los "territorios liberados" del Sáhara Occidental, concretamente en Bir Lehlou.